# Pilea libanensis
Pilea libanensis es una especie de planta del género Pilea, perteneciente a la familia Urticaceae.

## Taxonomía
Pilea libanensis fue descrita por Ignatz Urban en 1930.

## Distribución
Se encuentra en el territorio de Cuba.